# Bidessonotus obtusatus
Bidessonotus obtusatus är en skalbaggsart som beskrevs av Régimbart 1895. Bidessonotus obtusatus ingår i släktet Bidessonotus och familjen dykare. Inga underarter finns listade i Catalogue of Life.